# Hotel Arts Barcelona
Hotel Arts Barcelona – hotel znajdujący się w Barcelonie, zaprojektowany przez Skidmore, Owings & Merrill. Jego wysokość wynosi 154 metry, posiada 44 kondygnacje. Budynek otwarto w 1992 roku.